# Körner Gábor
Körner Gábor (Budapest, 1969. október 16. –) József Attila-díjas műfordító.

## Élete
Az ELTE Bölcsészettudományi Karán végzett lengyel (1995) és ukrán (1999) filológusként, azóta ebből a két nyelvből fordít. 1996 és 1998 között a József Attila Kör Világirodalmi Sorozatát szerkesztette. 1999-ben egy évig a Nemzeti Kulturális Alap alkotói ösztöndíjasa volt, 2006-ban elnyerte a Babits Mihály műfordítói ösztöndíjat. Megalakulása óta a Magyar Műfordítók Egyesülete tagja.

## Díjai, ösztöndíjai
- Nemzeti Kulturális Alap ösztöndíja (1999)
- Zoltán Attila-díj (Európa Kiadó) (2000)
- Lengyel Kultúráért Érdemérem (2005)
- Babits Mihály műfordítói ösztöndíj (2006)
- József Attila-díj (2011)

## Fordításai
1. Sławomir Mrożek: Novellák In: Ketchup. Pesti Szalon, 1995
2. Witold Gombrowicz: Elbeszélések. In: Cselédlépcsőn. Magvető, 1997
3. Witold Gombrowicz: Kozmosz (regény). Kalligram, 1998
4. Gustaw Herling-Grudziński: Elbeszélések, esszé. In: A második eljövetel. Orpheusz, 1998
5. Bruno Schulz: Tavasz (elbeszélés). In: Fahajas boltok. Összegyűjtött elbeszélések. Jelenkor, 1998
6. Witold Gombrowicz: Történelem (dráma). In: Drámák. Kalligram, 1998
7. Okszana Zabuzsko: Terepvizsgálatok az ukránok szexuális életéről (regény). Európa, 1999
8. Jerzy Stempowski: Emlékezés egy barátomra (esszé). In: Esszék Kasszandrának. Orpheusz, 1999
9. Tadeusz Borowski: Novellák. In: Kővilág. Válogatott versek és elbeszélések. Múlt és Jövő, 1999
10. Miriam Akavia: Lombhullás (regény). Belvárosi, 1999
11. Jurij Andruhovics: Rekreáció (regény). JAK – Osiris, 1999
12. Czesław Miłosz: Esszék. In: A kétségbeesés tisztasága. Osiris, 1999
13. Andrzej Stanisław Kowalczyk: Petljura úr? (monográfia). Osiris, 2000
14. Witold Gombrowicz: Ferdydurke (regény). Kalligram, 2001
15. Stanisław Ignacy Witkiewicz: Az ősz búcsúja (regény). Jelenkor, 2002
16. Sławomir Mrożek: Novellák (második kiadás). In: A túlvilág titkai. Európa, 2002
17. Piotr Szewc: Alkonyok és reggelek (regény). Balassi, 2002
18. Władysław Szpilman: A zongorista (visszaemlékezés). Európa, 2002
19. Stanisław Lem: Szempillantás (tudományos cikkek). Typotex, 2002
20. Andrzej Stasiuk: Fehér holló (regény). Európa, 2003
21. Tomas Venclova: Esszék. In: Litvánok, és... Európa, 2003
22. Tadeusz Różewicz: Most. In: Anya elmegy. Ráday Könyvesház, 2004
23. Magdalena Tulli: Vörösben (regény) Magvető, 2004
24. Czesław Miłosz: Dosztojevszkij és Sartre (esszé, második kiadás). In: Az Antikrisztus megkísértése. Napkút, 2004
25. Andrzej Stasiuk: Dukla (regény). Magvető, 2004
26. Jurij Andruhovics: Shevchenko is OK. Esszék Ukrajnáról. Ráció, 2004
27. Andrzej Stasiuk – Jurij Andruhovics: Az én Európám (esszé). JAK–Kijárat, 2004
28. Stanisław Ignacy Witkiewicz: Telhetetlenség (regény). Jelenkor, 2005
29. Andrzej Stasiuk: Útban Babadagba (esszé). Magvető, 2006
30. Witold Gombrowicz: Transz-Atlantik (regény). Kalligram, 2006
31. Andrzej Stasiuk: Kelet-Magyarországon át Ukrajnába (részlet az Útban Babadag c. kötetből) In: Az év műfordításai. Magyar Napló, 2006
32. Adam Michnik: Esszék. In: Harag és szégyen, szomorúság és büszkeség. Kalligram, 2006
33. Zygmunt Haupt, Gustaw Herling-Grudziński, Roman Jaworski, Leszek Kołakowski, Leo Lipski, Kazimierz Truchanowski, Aleksander Wat novellái. In: Lengyel dekameron. Huszadik századi lengyel novellák. Noran, 2007
34. Władysław Szpilman: A zongorista (visszaemlékezés). In: Reader’s Digest válogatott könyvek 52. Reader’s Digest Kiadó, 2007
35. Wojciech Kuczok: Bűz (regény). Magvető, 2007
36. Jurij Andruhovics: Moszkoviáda (regény). Gondolat Kiadói Kör, 2007
37. Tadeusz Różewicz: Az örök visszatérés… (vers). In: Az év műfordításai. Magyar Napló, 2008
38. Witold Gombrowicz: Megszállottak (regény). Kalligram, 2008
39. Andrzej Stasiuk: Kilenc (regény). Magvető, 2009
40. Paweł Huelle: Utolsó vacsora (regény). Európa, 2009
41. Zbigniew Herbert: Fortinbras gyászéneke (válogatott versek). Kalligram, 2009
42. Władysław Szpilman: A zongorista (visszaemlékezés, második kiadás). Európa, 2010
43. Szerhij Zsadan: Depeche Mode (regény). Európa, 2010
44. Olga Tokarczuk: Őskor és más idők (regény). L'Harmattan, 2011
45. Andrzej Stasiuk: Taksim (regény). Magvető, 2011
46. Szerhij Zsadan: Vorosilovgrád (regény). Európa, 2012
47. Ignacy Karpowicz: Égiek és földiek (regény). Typotex, 2013
48. Andrzej Stasiuk: Át a folyón (novellák). Magvető, 2013
49. Ignacy Karpowicz: Csoda (regény). Typotex, 2014
50. Olga Tokarczuk: Nappali ház, éjjeli ház (regény). L'Harmattan, 2015
51. Szczepan Twardoch: Morfium (regény). Typotex, 2015
52. Mikola Rjabcsuk: Lviv történelmi-politikai marginalizálódása (esszé). In: A két Ukrajna. Örökség Kultúrpolitikai Intézet, 2016
53. Bruno Schulz: Tavasz (elbeszélés, második kiadás). In: Fahajas boltok. Összegyűjtött elbeszélések. Libri-Jelenkor, 2016
54. Ziemowit Szczerek: Jön Mordor és felfal minket, avagy a szlávok titkos története (riport). Typotex, 2016
55. Ignacy Karpowicz: Szálkák (regény). Typotex, Bp., 2017
56. Szerhij Zsadan: Kelet és Nyugat között. In: Permanens Forradalom. Mai ukrán képzőművészet. Ludwig Múzeum, 2017
57. Natalka Sznyadanko: Szenvedélygyűjtemény (regény). Vince, 2018
58. Szczepan Twardoch: A király (regény). Typotex, 2018
59. Tarasz Prohaszko: A Jelesek (regény). Vince, 2019
60. Olga Tokarczuk: Hajtsad ekédet a holtak csontjain át (regény). L'Harmattan, 2019
61. Olga Tokarczuk: Nappali ház, éjjeli ház (regény, második kiadás). L'Harmattan, 2020
62. Władysław Szpilman: A zongorista (visszaemlékezés, harmadik kiadás). Európa, 2021
63. Olga Tokarczuk: Jakub könyvei (regény). Vince, 2022
64. Szerhij Zsadan: A diákotthon (regény). Magvető 2023.
65. Łukasz Barys: Csontok, amiket a zsebedben hordasz (regény). Typotex, 2024.